# Albertus Gandinus
Albertus Gandinus, född 1245, död 1310, var en italiensk jurist.
Gandinus är känd för sitt berömda arbete om straffrätt, Tractatus de maleficiis, offentliggjort 1299. Gandinus verk blev förebild för den tyska Constitutio criminalis carolina 1532.